# Tathiana Garbin
Tathiana Garbin (Mestre, 30 de Junho de 1977) é uma ex-tenista profissional italiana, profissionalizada em 1996, em 2007 alcançou sua melhor colocação em simples 22° do mundo, e já foi a melhor italiana do ranking da WTA.